# Ouarkziz
Koordinaten: 29° 0′ 42″ N, 7° 33′ 8″ W

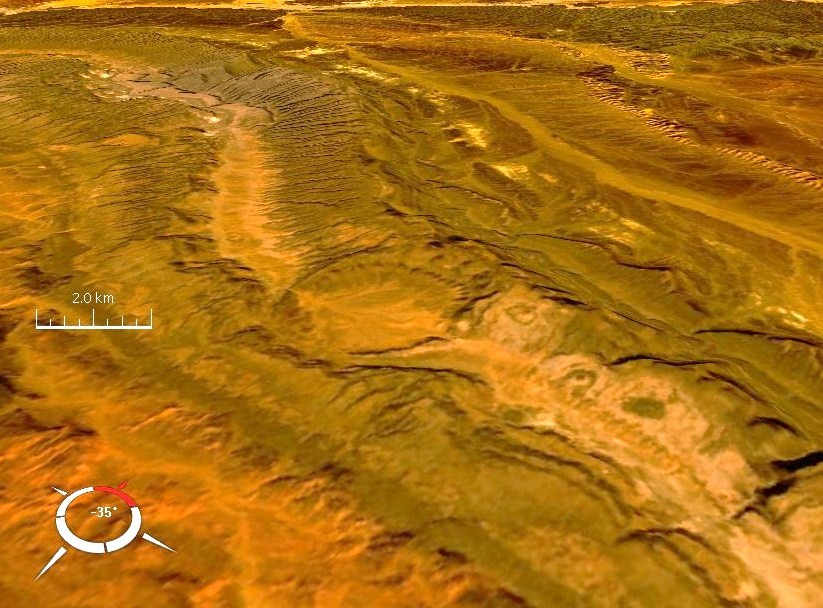
Landsatbild des Ouarkziz-Kraters (Schrägansicht)

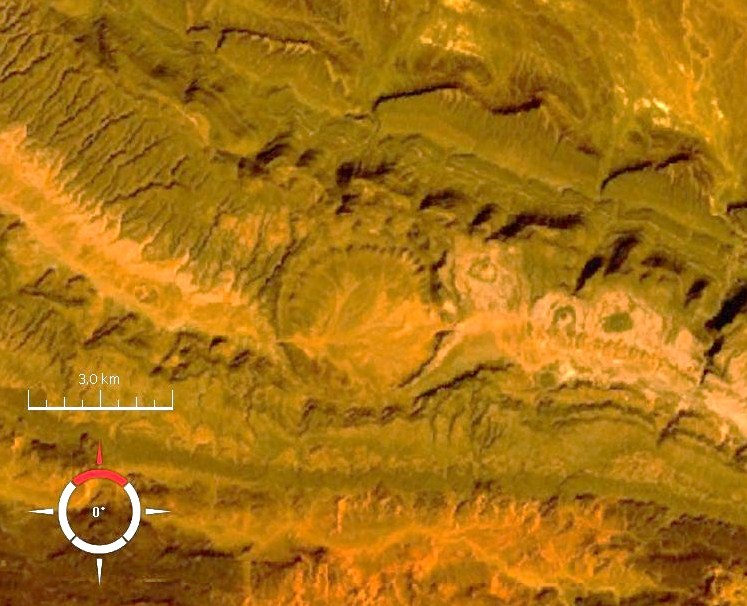
Landsatbild des Ouarkziz-Kraters

Ouarkziz (arabisch أوركزيز) ist die Bezeichnung für einen algerischen Einschlagkrater mit 3,5 km Durchmesser. Die Struktur ist jünger als 70 Millionen Jahre und an der Erdoberfläche sichtbar.
Der Kratermittelpunkt liegt im äußersten Westen Algeriens rund 35 km von der Grenze zu Marokko am Wadi Draa entfernt in der Provinz Tindūf.